# Kibbutz Mechor Baruch
Il Kibbutz Mechor Baruch è stato un campo profughi esistito a Bacoli tra il 1945 e il 1946. Organizzato come kibbutz, era formato da ebrei superstiti dei campi di sterminio nazisti.

## Storia
Sul finire della seconda guerra mondiale, diverse migliaia di ebrei, sopravvissuti all'olocausto, si ritrovarono in specifici campi profughi allestiti dagli alleati in Austria, Germania e Italia, come soluzione temporanea in attesa di lasciare l'Europa, la maggior parte dei quali verso Israele, in quella che viene definita l’Aliyah.
Nell’autunno del 1945, giunsero a Bacoli circa 90 ebrei, reduci dai campi di concentramento di Auschwitz, Belsen-Bergen, Buchenwald e Mauthausen, e furono alloggiati a Casevecchie, sulla costa di Miseno, presso Villa Scalera, proprietà di Michele Scalera, ricco imprenditore napoletano, confiscata dal ministero della Guerra dopo il 25 luglio 1943 e quindi dagli alleati durante la conquista dell'Italia. Il gruppo fu guidato dall'organizzazione Mossad LeAliyah Bet, una divisione dell'Haganah creata per facilitare l'immigrazione clandestina degli ebrei nel Mandato britannico della Palestina, in violazione delle restrizioni imposte dalla Gran Bretagna. Una delle responsabili in Italia, Ada Sereni, ha rivelato che il motivo della scelta di Bacoli risiedeva in due ragioni principali; l'isolamento geografico, dovuto alle caratteristiche morfologiche del territorio che avrebbero permesso le partenze clandestine verso Israele oltre che, al contempo, la vicinanza a Napoli, un grande centro urbano con la presenza di una storica comunità ebraica.
La comunità si organizzò in kibbutz nel marzo 1946 su istigazione di Baruch Epstein, un rabbino palestinese in servizio nell'esercito britannico. I membri erano quasi tutti affiliati al sionismo religioso della Torah VeAvodah. Data la posizione vicino al mare, tra le attività principali del kibbutz vi fu la pesca. Alla comunità iniziale si aggiunse un ulteriore gruppo di 183 individui, giunto nel luglio 1946.
Il 5 agosto 1946 un primo gruppo si imbarcò dal porto di Miseno sulla Ideros, una goletta francese, giungendo in Palestina nella notte del 16 agosto, a Sdot Yam, nei pressi di Cesarea. Fu il primo sbarco clandestino andato a buon fine, come tale ricordato in Israele. Il 21 agosto un secondo gruppo fu trasferito con camion militari in Liguria, in località Bocca di Magra: questi, insieme ad altri 900 profughi, si imbarcarono su una nave rinominata, per l'occasione, Harba Heraiot. Dopo 10 giorni di navigazione giunsero a Haifa ma, intercettati dai britannici, furono dirottati a Cipro e alloggiati in un altro campo. Solo in seguito riuscirono a raggiungere Israele.
Come eredità del kibbutz, è sopravvissuto un legame tra la comunità ebraica e Bacoli, che ospita, all'interno del parco della Casina Vanvitelliana sul Fusaro, un memoriale dedicato alla Shoah, realizzato con un vagone di un treno impiegato per la deportazione degli ebrei ad Auschwitz. È stato inoltre proposto di realizzare a Bacoli il Centro di documentazione della Shoah e dell’ebraismo del Mezzogiorno, oltre che un Museo della Shoah.
Nel 2015, alcuni dei membri del kibbutz che erano giunti a Bacoli nel 1946 (Mordechai Peled, Ben Zion Gasner, Eliezer Mejerovic e Hana Bar Yesha) hanno ricevuto la cittadinanza onoraria del comune.